# Ильтюково
Ильтюково — деревня Балахтинском районе Красноярского края России. Входит в состав Чистопольского сельсовета.

## География
Деревня расположена в 46 км к юго-западу от районного центра Балахта на реке Чулым (приток Оби).

## Население
| 1989 | 2002 | 2010 |
| ---- | ---- | ---- |
| 217  | ↗232 | ↘149 |

Гендерный состав
По данным Всероссийской переписи населения 2010 года 75 мужчин и 74 женщины из 149 чел.